# Place de la Gare (Lille)
Pour les articles homonymes, voir Place de la Gare.
La place de la Gare est un espace public urbain de la commune de Lille dans le département français du Nord en région Hauts-de-France.

## Situation et accès
Elle est située dans le quartier de Lille-Centre et est bordée à l'est par la gare de Lille-Flandres.
La place de la Gare est desservie par la station de métro souterraine Gare Lille-Flandres et par le pôle multimodal de la place des Buisses à proximité.

## Historique

### Emplacement

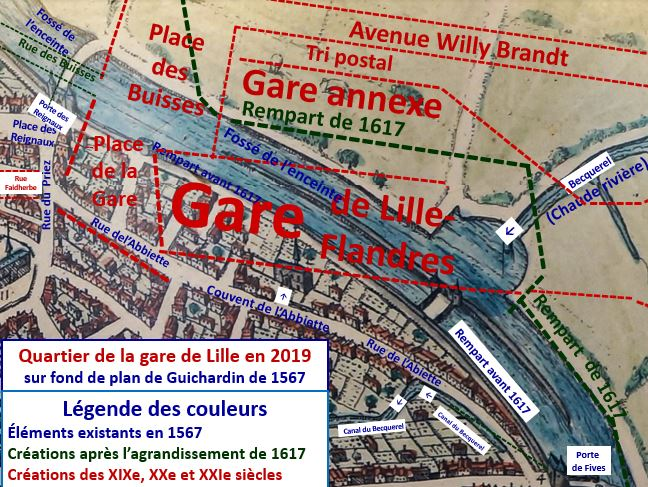
Gare de Lille reportée sur plan Guichardin de 1567.

La place de la Gare est située à l’intérieur de l’enceinte de la fin du XIIe siècle ou début XIIIe siècle qui englobait les deux paroisses de Saint-Sauveur et de Saint-Maurice avant l’agrandissement de 1617-1622 qui étend la ville jusqu’à l’emplacement de la caserne Saint-Maurice ou caserne Souham.
Sa bordure nord dans l’axe de la rue des Buisses correspond au rempart démantelé en 1622 lors de cet agrandissement. L'espace où s’est établie la place en 1867 était densément bâti depuis le Moyen-Âge et faisait partie du territoire de la paroisse Saint-Maurice.

### La première place de la Gare
La première gare de Lille construite en 1846 à l’emplacement de l’ancienne caserne des Buisses était enclavée dans un ensemble de bâtiments proches de sa façade et ne disposait pour ses accès que d’une place exiguë, la place de la gare (renommée place des Buisses en 1870), établie au bord du rempart à l’extrémité de la rue des Buisses et du côté opposé d’une ouverture sur la rue de Tournai. Les communications au départ de cette place vers le centre étaient malaisées par des rues étroites (rue des Buisses, rue à Fiens ou rue Sans pavé vers la Grande-Place).
L’accroissement du trafic rendait nécessaire un réaménagement de la gare et de son environnement.

### La création de la place
La création d’une nouvelle  place devant la gare de 1867 à 1869 est liée à la reconstruction de celle-ci en 1867 et au percement de la rue de la gare, renommée rue Faidherbe, assurant une communication directe avec la place du Théâtre.
Cet aménagement  entraine la suppression de la rue Sainte-Marie-Madeleine qui reliait la rue des Buisses à la rue de Tournai et la destruction de la plus grande partie de  l’ilot compris entre ces rues, la rue du Priez et la rue du Vieux-Faubourg, en particulier de  l’ancien couvent des frères franciscains dits «les  Bons Fils» dont l’église avait été affectée après la Révolution au culte protestant et les bâtiments conventuels à un asile de femmes aliénées.
De nouveaux immeubles sont construits dans un style haussmannien sur le côté nord-ouest de la place (face à la gare). Le côté entre la rue du Priez et la rue du Vieux-Marché-aux-Moutons (actuelle rue du Molinel) qui faisait partie de la rue de Tournai ne fait pas l’objet d’expropriations en 1869 : les bâtiments antérieurs restent donc en place avant leur destruction en 1914.

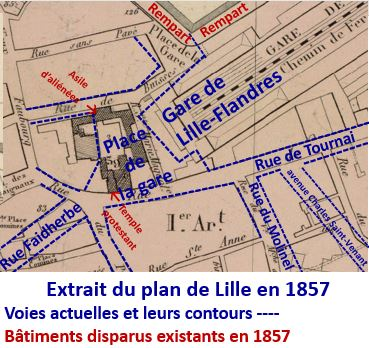
Emplacement de la future place de la Gare sur plan de 1857
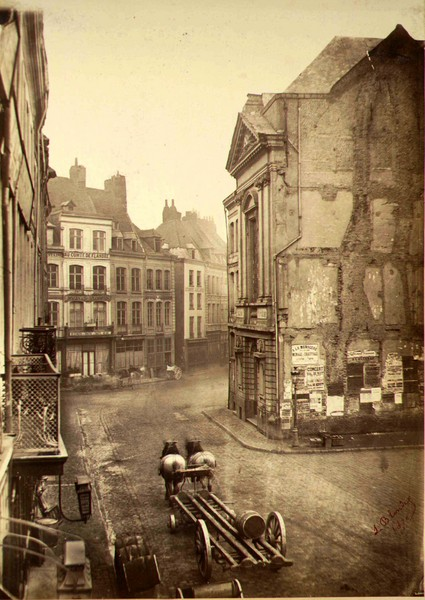
Démolition pour la place de la gare. Rue de Tournai, à droite l’ancien couvent des Bons Fils
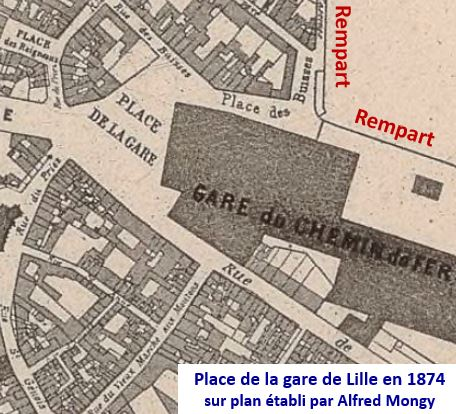
Place de la gare sur plan de 1874
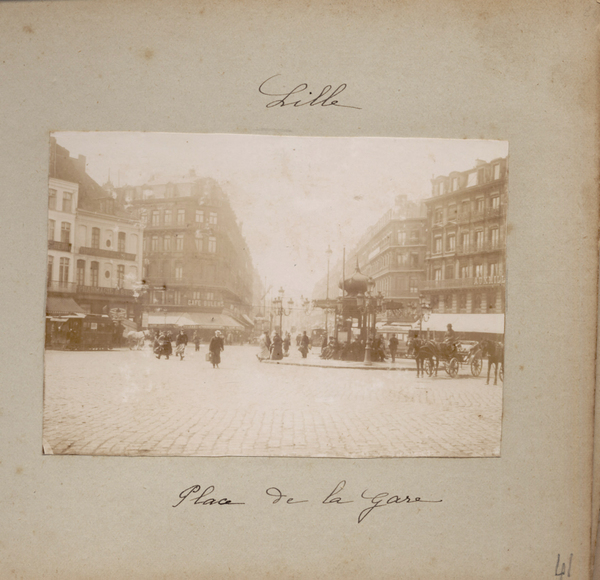
Place de la gare avant 1914

Elle reçoit officiellement son nom de place de la gare en 1872.

### Les destructions de 1914
La partie de la place  entre  la rue du Priez et la rue du Vieux-Marché-aux-Moutons, totalement détruite par les bombardements du siège de 1914, est reconstruite au cours de l’entre-deux-guerres. La rue du Vieux-Marché-aux-Moutons également détruite est remplacée au cours des années 1920 par la rue du Molinel plus large.
Les immeubles haussmanniens de l’autre côté de la place entre la rue Faidherbe et la rue des Buisses sont épargnés et datent donc des années autour de 1870.

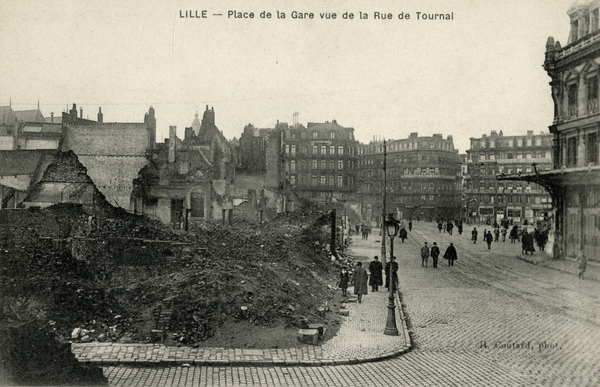
Démolitions de 1914 de la place de la gare vues de la rue de Tournai
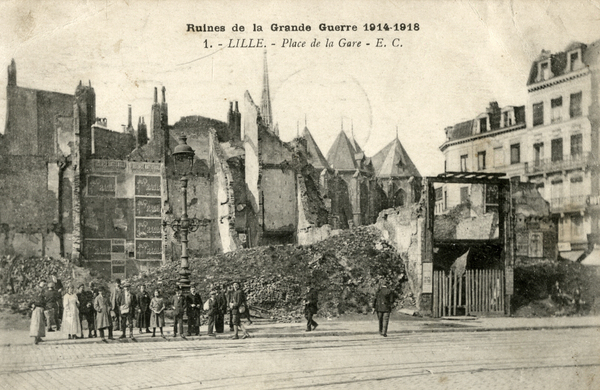
Démolitions de 1914
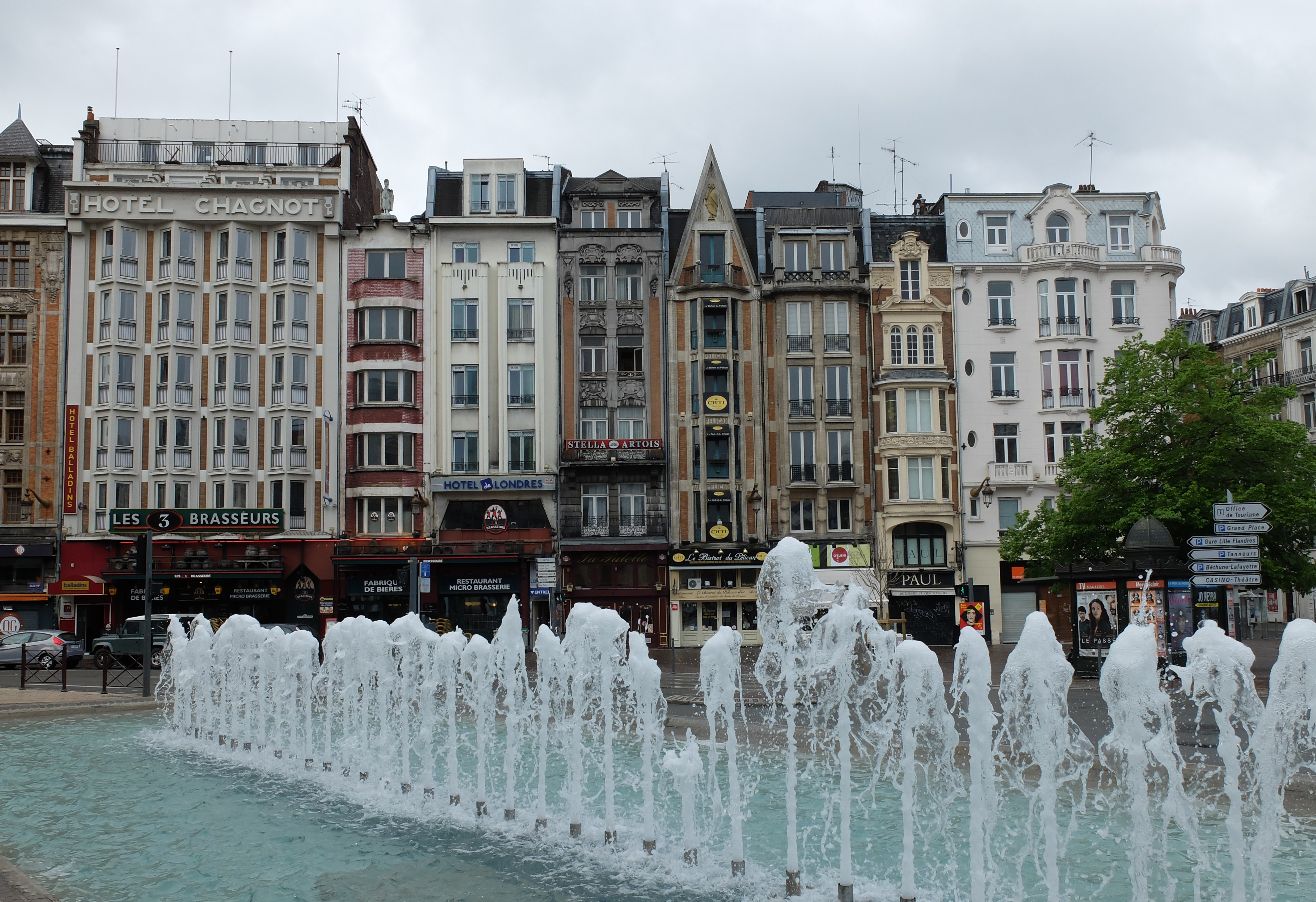
Immeubles reconstruits après 1918. Au premier plan, les fontaines supprimées en 2018

### Centre du réseau de tramways
La place devient le principal pôle du réseau de tramways créé en 1874 à traction à chevaux, électriques à partir de 1900 puis, après leur suppression au début des années 1960, du réseau de  bus. 

Tramways à chevaux place de la gare vers 1890
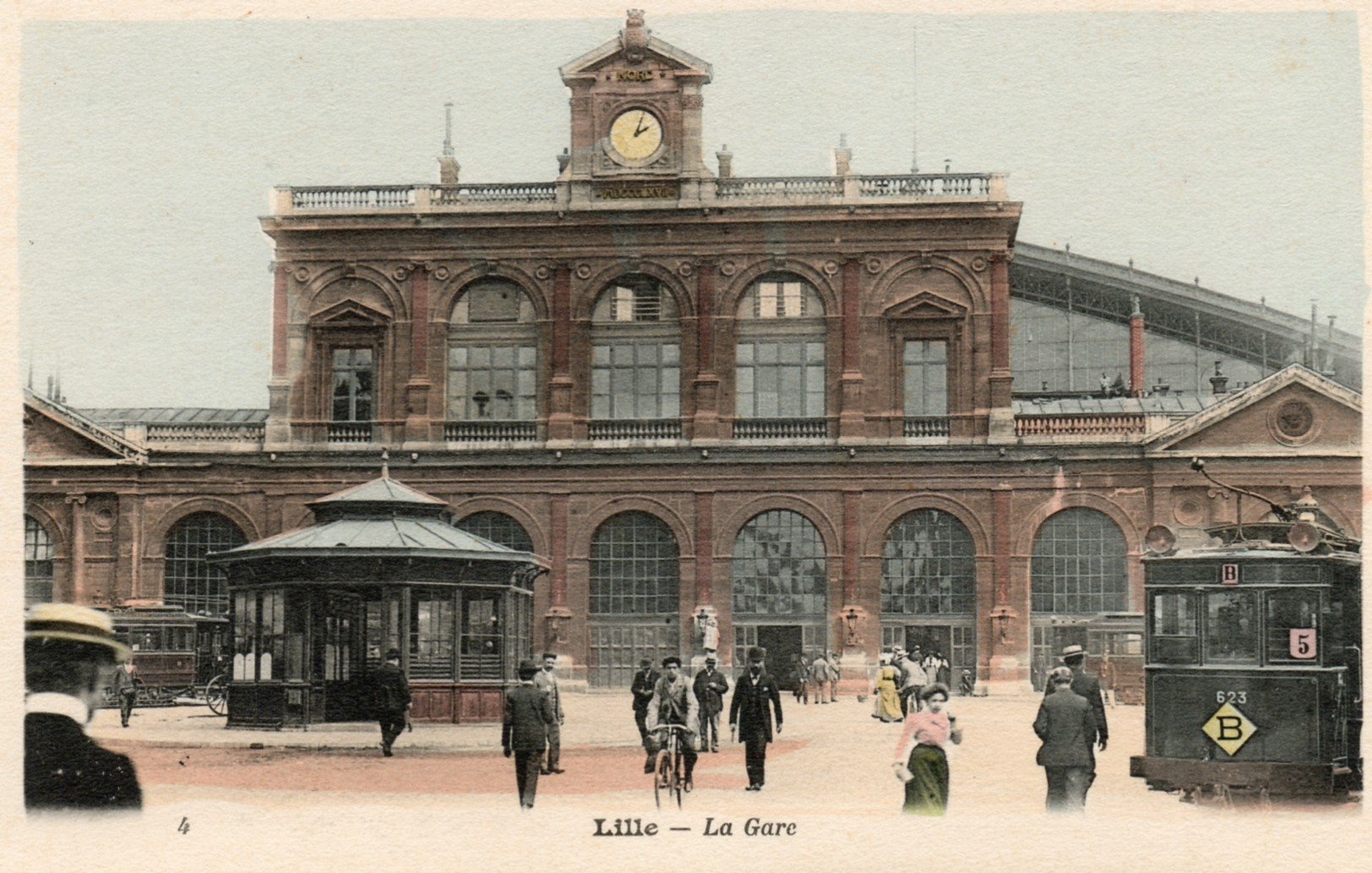
Gare de tramways en 1925
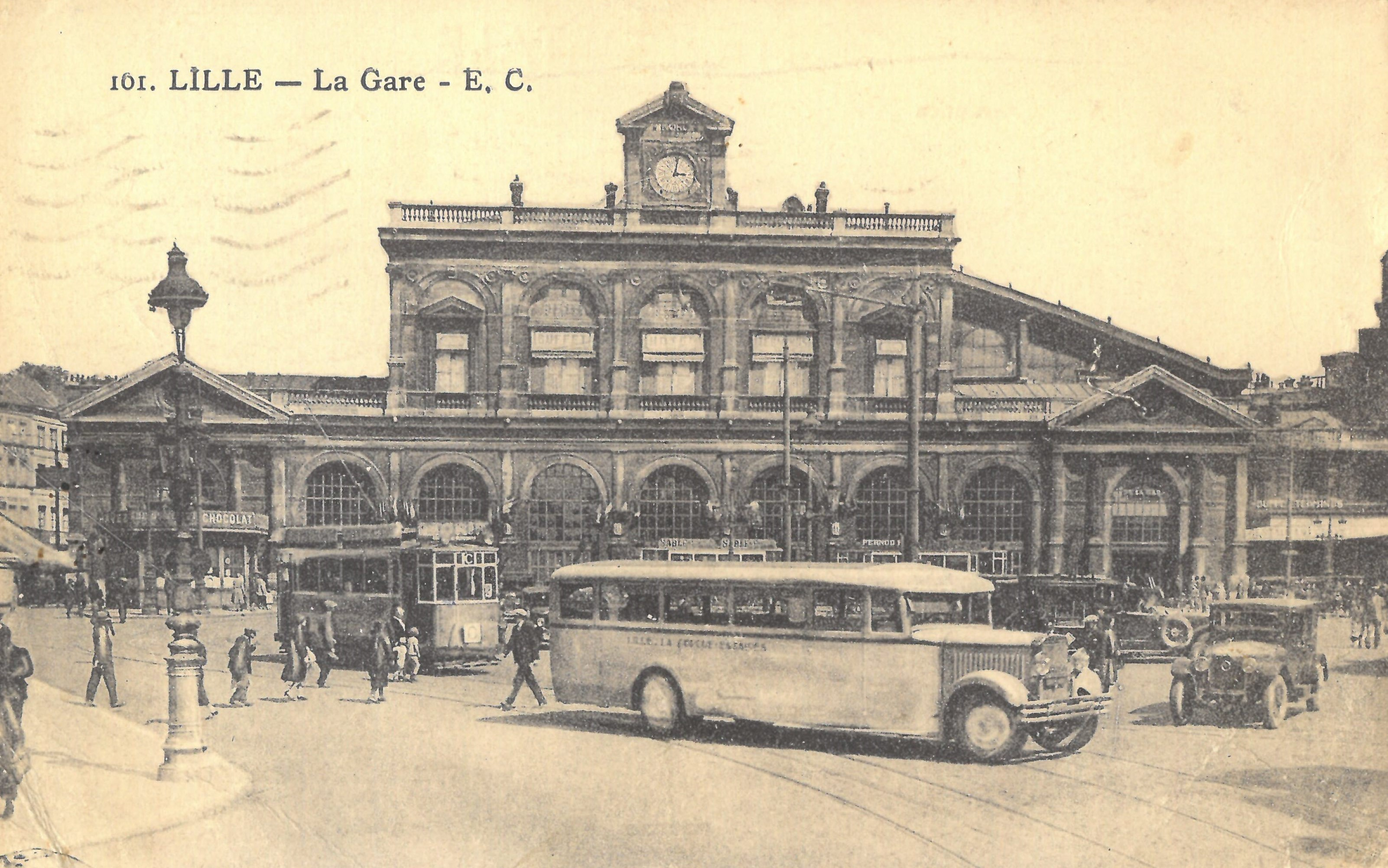
Place de la gare vers 1930

## La place de la gare auXXIesiècle
La place est un lieu de passage, où transitent chaque jour 110 000 personnes, bordé d’hôtels, de café-restaurants, d’une pharmacie et du siège d’une banque à l’angle avec la place des Buisses.
Le pôle multimodal a été déplacé place des Buisses.
Le centre de la place a été aménagé avec installations de fontaines et réaménagé en 2019 pour fluidifier la circulation et améliorer les déplacements des piétons. Ce réaménagement entraine la  suppression des fontaines.